# فرانكلين برونو
فرانكلين برونو (بالإنجليزية: Franklin Bruno)‏ هو ناقد موسيقي وصحفي ومغن مؤلف أمريكي، ولد في 29 ديسمبر 1968.

## وصلات خارجية
- فرانكلين برونو على موقع ميوزك برينز (الإنجليزية)
- فرانكلين برونو على موقع أول ميوزيك (الإنجليزية)
- فرانكلين برونو على موقع ديسكوغز (الإنجليزية)